# Amblyonychus quatuorlineatus
Amblyonychus quatuorlineatus là một loài ruồi trong họ Asilidae. Amblyonychus quatuorlineatus được Macquart miêu tả năm 1838. Loài này phân bố ở vùng Tân nhiệt đới.